# JAMMA
JAMMA (sigla para Japan Amusement Machinery Manufacturers Association, 社団法人日本アミューズメントマシン工業協会) é uma associação comercial com sede em Tóquio, no Japão, notória pela produção de placas de arcade.